# Pachycephala melanura
Pachycephala melanura là một loài chim trong họ Pachycephalidae.